# 猿楽台地

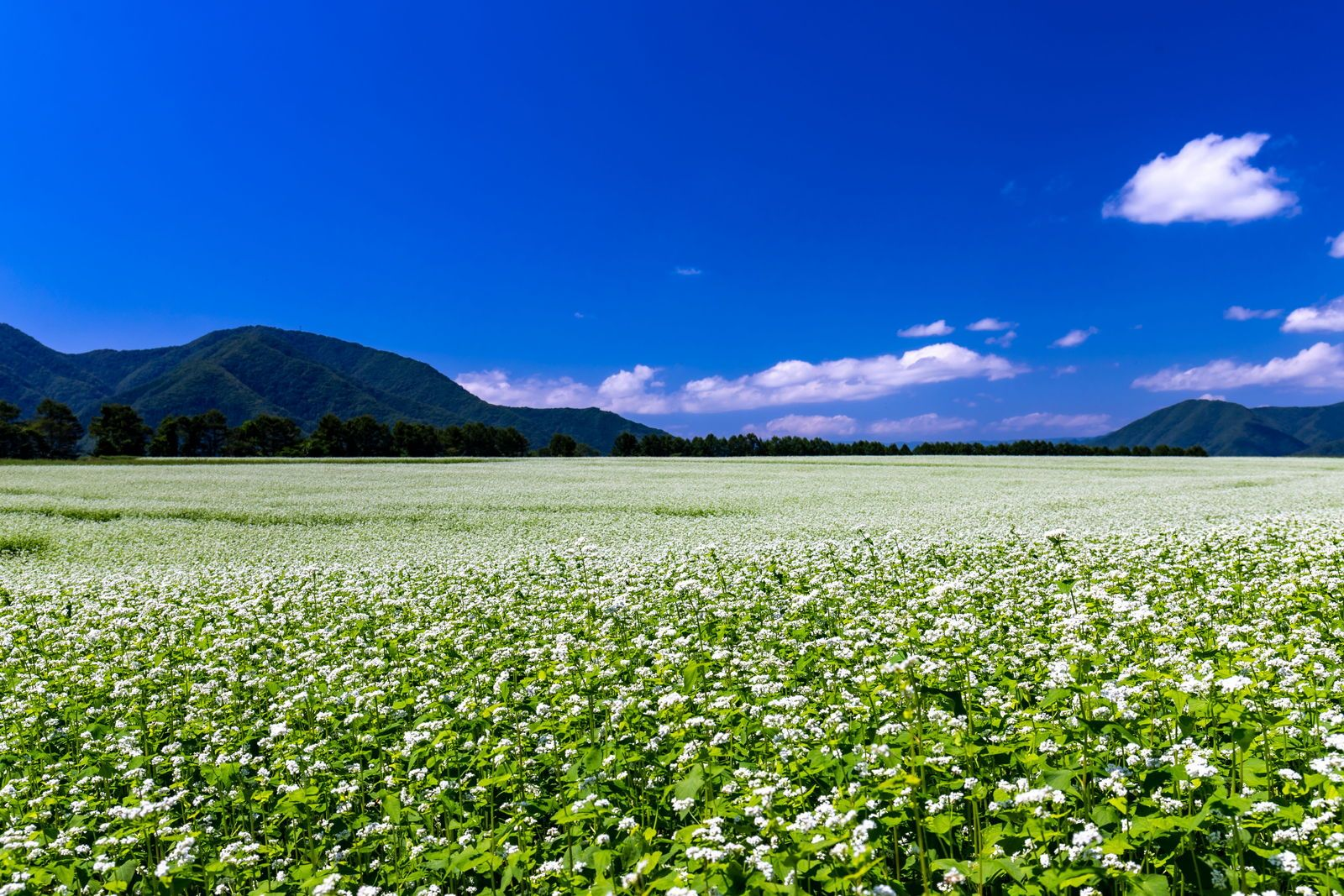
猿楽台地のそば畑

猿楽台地（さるがくだいち）は福島県下郷町にあるそば畑である。

## 概要
昭和40年代に国営農地開発事業により整備。例年8月下旬-9月上旬頃には面積40haを誇るそば畑が見頃になる。平成10年度に農林水産省が主催した「第7回美しい日本のむらコンテスト」の生産部門で農林水産大臣賞を受賞。標高700mに位置する。

## 所在地
- 福島県 南会津郡下郷町 大字落合

見学自由 年中無休

## アクセス
- 電車 会津鉄道「養鱒公園駅」より徒歩30分
- 車 会津鉄道「会津下郷駅」より車で約15分

（国道121号～県道高陦田島線～町道）※駐車場/なし

## 周辺
- 塔のへつり
- 大内宿